# Dominikanerkloster Carpentras

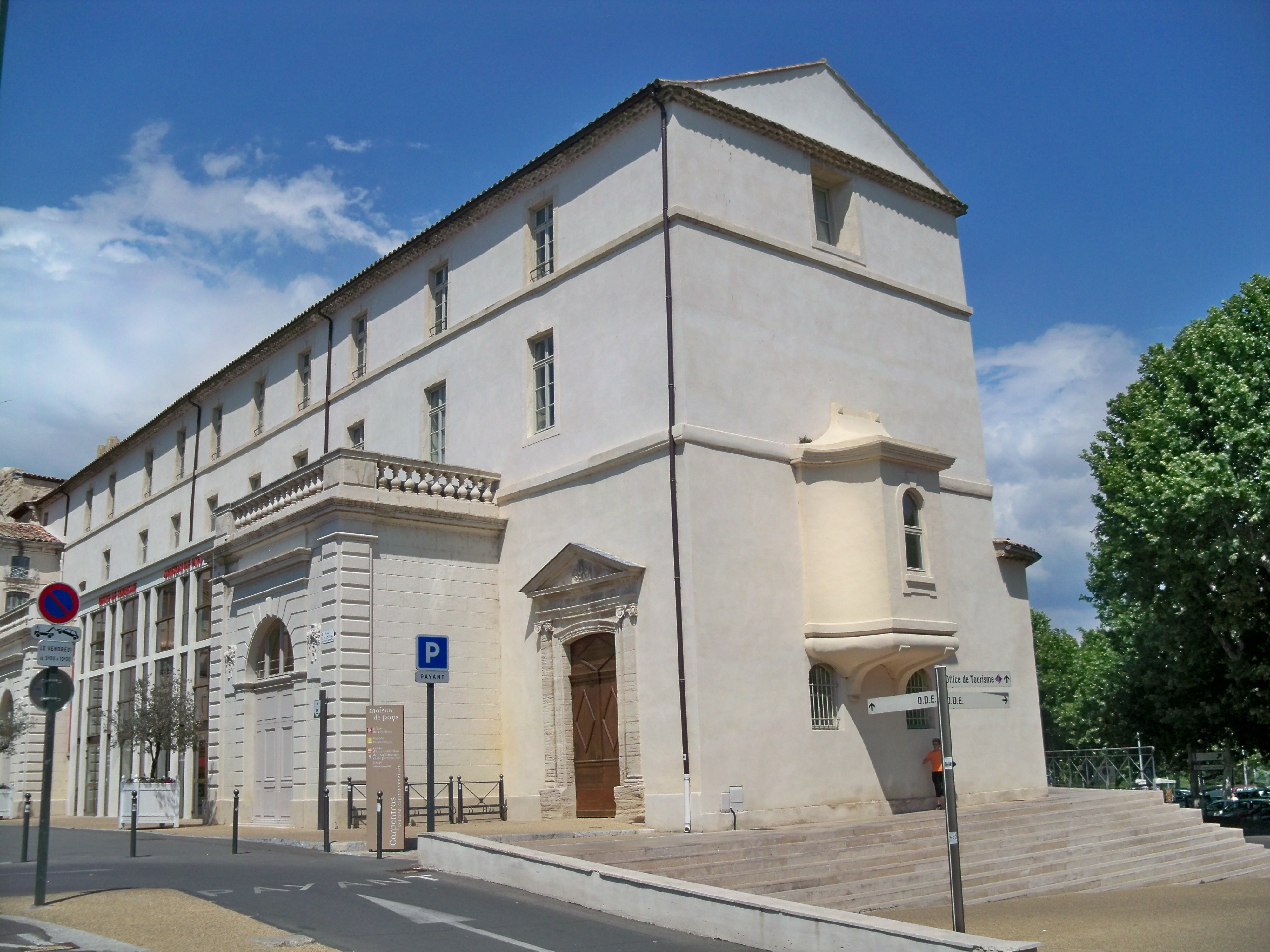
Ehemaliges Dominikanerkloster

Das ehemalige Dominikanerkloster in der französischen Stadt Carpentras war zwischenzeitlich ein Theater und beherbergt heute das Touristeninformationsbüro der Stadt. Der gotische Chor der Klosterkirche ist seit 1932 in der französischen Denkmalliste als Monument historique eingetragen.

## Geschichte
Der Konvent der Dominikaner in Carpentras wurde 1312 gegründet und befand sich damals außerhalb der Stadtmauern. Der Bau der ersten Kirche nahm sehr viel Zeit in Anspruch, sie wurde Anfang des 15. Jahrhunderts begonnen und erst 1597 unter der Leitung des Architekten Blaise Lécuyer fertiggestellt. Die Errichtung eines neuen Kreuzgangs in den Jahren 1642 bis 1643 erfolgte dank der Großzügigkeit des Erzbischofs von Bordeaux, Henri de Sourdis, der von Richelieu nach Carpentras verbannt wurde. Das Hauptgebäude, südlich des Kirchenchors, wurde zwischen 1722 und 1730 auf Anraten des Architekten Jean-Baptiste Franque renoviert. Die Dominikaner verließen den Konvent 1791.
Im Jahr 1803 wurde das Kirchenschiff abgerissen um Platz für Wohnraum zu schaffen. An der Stelle des Kirchenschiffs wurde ein großes bürgerliches Haus gebaut. Von der Kirche sind heute nur noch der Chor und die Kapelle Notre-Dame-du-Rosaire erhalten, die 1650 auf Kosten der Rosenkranzbruderschaft erbaut wurde. Im 19. Jahrhundert beherbergte das Kloster eine Kaserne, zeitgleich wurde das Erdgeschoss zwischen 1820 und 1822 in ein Theater umgewandelt und 1862 von einem lokalen Dekorateur namens Baldouin renoviert. 1902 wurde das Gebäude vom Stadtarchitekten Bonnaud restauriert, er baute die Galerie an der einsturzgefährdeten Westfassade wieder auf.